# Interstate 71
L'Interstate 71 (I-71) è un'autostrada statunitense della Interstate Highway che si estende per 553,26 chilometri e collega Louisville con Cleveland passando per Cincinnati e Columbus.